# Tomáš Abrahám
Tomáš Abrahám (ur. 18 kwietnia 1979 w Třebíču) – czeski piłkarz występujący na pozycji defensywnego pomocnika. Od lipca 2014 roku gra w austriackim zespole ASK Bad Vöslau, do którego przeszedł z Wacker Innsbruck. Wychowanek Sokola Hrotovice.